# Max Born
Max Born (11 tháng 12 năm 1882 – 5 tháng 1 năm 1970) là một nhà vật lý và một nhà toán học người Đức. Ông được trao thẳng giải Nobel Vật lý vào năm 1954.

## Thời niên thiếu và giáo dục
Born được sinh ra ở Breslau (bây giờ là Wrocław), vào lúc Born sinh ra là tỉnh Silesia của Vương quốc Phổ. Ông là một trong hai người con của Gustav Born, (22 tháng 4 năm 1850, Kempen - 6 tháng 7 năm 1900, Breslau), một nhà giải phẫu, và Gretchen Kauffmann (22 tháng 1 năm 1856, Tannhausen - 29 tháng 8 năm 1886, Breslau), từ một gia đình của các nhà công nghiệp của tỉnh Silesia. Gustav và Gretchen thành hôn vào 7 tháng 5 năm 1881. Max Born có một người em gái tên là Käthe (sinh 5 tháng 3 năm 1884), và một người em kế tên là Wolfgang (sinh 21 tháng 10 năm 1892), sau khi cha ông lập gia đình lần thứ hai (13 tháng 9 năm 1891) với Bertha Lipstein. Mẹ của Max Born qua đời khi ông vừa được bốn tuổi.
Sau khi học xong trung học tại Gymnasium König-Wilhelm, Born tiếp tục học tại Đại học Breslau sau đó là Đại học Heidelberg và Đại học Zurich. Trong thời gian học Ph.D. và Habilitation tại Đại học Göttingen, ông bắt đầu biết đến nhiều nhà toán học và khoa học lỗi lạc bao gồm Felix Klein, David Hilbert, Hermann Minkowski, Carle David Tolme Runge, Karl Schwarzschild và Woldemar Voigt. Vào năm 1908-1909 ông học tại Gonville và Caius College, Cambridge.

## Sự nghiệp
Sau khi Born làm xong Habilitation vào năm 1909, ông trở thành một học giả trẻ tại Göttingen như là một Privatdozent.
Từ năm 1915 đến 1919, ngoại trừ một thời gian ngắn trong quân đội Đức, Born là giáo sư (extraordinarius professor) về vật lý lý thuyết tại Đại học Berlin, nơi ông trở thành bạn với Albert Einstein. Vào năm 1919, ông trở thành giáo sư (ordinarius professor) trong phân khoa Khoa học tại Đại học Frankfurt am Main. Trong khi ở đó, Đại học Göttingen đang tìm người thay thế cho Peter Debye, và bộ môn Triết học đã đặt Born ở đầu danh sách. Trong khi thương lượng về vị trí đó với bộ giáo dục, Born đã bố trí một vị trí khác tại Göttingen cho đồng nghiệp và là bạn lâu năm là James Franck vào chỗ đó. Vào năm 1921, Born trở thành giáo sư (ordinarius professor) về vật lý lý thuyết và Giám đốc của Viện Vật lý lý thuyết tại Göttingen. Trong khi ở đó, ông đã công thức hóa quy tắc Born, diễn đạt mà bây giờ đã trở thành tiêu chuẩn của hàm mật độ xác suất (probability density function), cho ψ*ψ trong phương trình Schrödinger của cơ học lượng tử, xuất bản tháng 7 năm 1926 và vì công trình đó ông đã được giải Nobel Vật lý năm 1954, khoảng ba thập kỉ sau đó.
Trong suốt 12 năm Born và Franck tại Đại học Göttingen], 1921-1933, Born đã có một cộng sự cùng quan điểm trên những khái niệm khoa học cơ bản - một thuận lợi đáng kể trong việc giảng dạy và nghiên cứu về cơ học lượng tử. Quan điểm về sự hợp tác chặt chẽ giữa vật lý lý thuyết và vật lý thực nghiệm cũng được đồng ý bởi Arnold Sommerfeld tại Đại học München, người cũng là một giáo sư vật lý lý thuyết và Giám đốc Viện Vật lý lý thuyết - cũng là một trong những người đi đầu trong sự phát triển của lý thuyết lượng tử. Born và Sommerfeld không chỉ cùng quan điểm về cách sử dụng vật lý thực nghiệm để thử và phát triển những lý thuyết của họ, Sommerfeld, năm 1922 khi ông ở Hoa Kỳ giảng dạy tại Đại học Wisconsin-Madison, đã gửi học sinh của ông là Werner Heisenberg để làm trợ lý cho Born. Heisenberg lại quay về Göttingen vào năm 1923 và hoàn thành Habilitation dưới sự hướng dẫn của Born vào năm 1924 và trở thành Privatdozent tại Göttingen - một năm trước khi Heisenberg và Born xuất bản những bài báo đầu tiên của họ về cơ học ma trận.
Vào năm 1925, Born và Heisenberg đã công thức hóa việc biểu diễn cơ học ma trận cho cơ học lượng tử. Vào 9 tháng 7, Heisenberg đưa cho Born một bài báo để đánh giá và đưa đi xuất bản. Trong bài báo đó, Heisenberg đã công thức hóa cơ học lượng tử tránh những biểu diễn cụ thể nhưng không quan sát được về quỹ đạo của electron bằng cách sử dụng các tham số như là xác suất chuyển đổi cho các bước nhảy lượng tử. Khi Born đọc bài báo đó, ông nhận ra rằng cách hình thức hóa đó có thể mở rộng ra ngôn ngữ của ma trận một cách hệ thống hơn, mà ông đã từng biết đến khi học cùng với Jakob Rosanes tại Đại học Breslau. Born, cùng với sự giúp đỡ của trợ lý và cũng là học trò cũ của mình là Pascual Jordan, ngay lập tức bắt đầu công việc mở rộng đó, và nộp kết quả của họ để xuất bản; bài báo được nhận đăng chỉ 60 ngày sau bài báo của Heisenberg. (Một bản tóm tắt ngắn về vai trò của Born trong sự phát triển của việc công thức hóa cơ học lượng tử sử dụng cơ học ma trận cùng với lời bàn về một công thức quan trọng liên quan tính không giao hoán được của xác suất biên độ có thể tìm đọc bài viết bởi Jeremy Bernstein.)
Cho đến thời điểm đó, ma trận ít được sử dụng bởi các nhà vật lý; chúng được xem là thuộc về lãnh vực toán học thuần túy. Gustav Mie đã sử dụng chúng trong một bài báo về điện động học (electrodynamics) năm 1912 và Born đã sử dụng chúng trong lý thuyết về tinh thể năm 1921. Khi ma trận được sử dụng trong các trường hợp đó, đại số của các ma trận với phép nhân ma trận đã không dùng đến như là việc công thức hóa cơ học lượng tử sử dụng ma trận.
Born, đã học về đại số ma trận từ Rosanes và cũng học từ lý thuyết của Hilbert về phương trình tích phân và dạng bình phương cho vô hạn biến từ một trích dẫn của Born về cuốn sách của Hilbert Grundzüge einer allgemeinen Theorie der Linearen Integralgleichungen xuất bản năm 1912. Jordan đã nhiều năm là trợ lý cho Richard Courant tại Göttingen trong khi chuẩn bị cho cuốn sách của Courant và David Hilbert Methoden der mathematischen Physik I, xuất bản năm 1924. Cuốn sách này chứa đựng nhiều công cụ toán học cần thiết cho sự phát triển kế tiếp của cơ học lượng tử. Vào năm 1926, John von Neumann trở thành trợ lý cho David Hilbert, và ông đã sử dụng cụm từ "không gian Hilbert" để miêu tả đại số và giải tích sử dụng trong việc phát triển cơ học lượng tử.
Vào năm 1928, Albert Einstein đã đề cử Heisenberg, Born và Jordan cho giải Nobel Vật lý nhưng điều đó đã không xảy ra. Công bố giải Nobel về Vật lý vào năm 1932 đã được hoãn lại cho đến tháng 11 năm 1933. Vào lúc đó thì người ta được thông báo rằng Heisenberg đã được giải Nobel năm 1932 "cho việc sáng lập ra cơ học lượng tử, mà ứng dụng của nó đã, inter alia, dẫn đến việc khám phá ra dạng allotropic của hydrogen". Erwin Schrödinger và Paul Dirac đồng được giải Nobel năm 1933 "cho khám phám ra dạng mới của lý thuyết hạt nhân". Người ta có thể đặt câu hỏi rằng tại sao Born đã không được trao giải năm 1932 cùng với Heisenberg – Bernstein đưa ra một số phỏng đoán về vấn đề này. Một trong chúng là việc Jordan tham gia Đảng Quốc xã vào ngày 1 tháng 5 năm 1933 và trở thành một Sturmabteilung. Do vậy, liên hệ của Jordan vởi Đảng Quốc xã và liên hệ của Jordan với Born có thể ảnh hưởng tới việc trao giải cho Born vào thời điểm đó. Bernstein cũng để ý rằng khi Born được trao giải năm 1954, Jordan vẫn còn sống, và giải thưởng chỉ được nói là cho các diễn tả mang tính thống kê của vật lý lượng tử, và chỉ là đóng góp của riêng Born.
Phản ứng của Heisenberg đối với Born khi Heisenberg nhận giải Nobel năm 1932 và khi Born nhận giải Nobel năm 1954 là đáng để ý để đánh giá xem liệu Born có nên cũng đồng được giải Nobel với Heisenberg. Vào 25 tháng 11 năm 1933 Born nhận một lá thư từ Heisenberg nói rằng ông đã trì hoãn gửi đi do "lương tâm cắn rứt" rằng một mình ông được nhận giải Nobel "cho các công trình tìm ra tại Đại học Göttingen là sự hợp tác với – ông, Jordan và tôi". Heisenberg viết tiếp rằng đóng góp của Born và Jordan vào vật lý lượng tử không thể bị thay thế bởi "một quyết định sai lầm từ bên ngoài". Năm 1954, Heisenberg viết một bài báo tôn vinh các ý tưởng đi trước thời gian của Max Planck vào năm 1900. Trong bài viết đó, Heisenberg đã công nhận Born và Jordan đưa ra các công thức cuối cùng của cơ học ma trận và Heisenberg tiếp tục nhấn mạnh đóng góp của họ vào cơ học lượng tử, mà "không được công nhận một cách đúng đắn bởi công chúng".
Những người nhận bằng Ph.D. dưới sự hướng dẫn của Born ở Göttingen bao gồm Max Delbrück, Walter Elsasser, Friedrich Hund, Pascual Jordan, Maria Goeppert-Mayer, Lothar Wolfgang Nordheim, Robert Oppenheimer và Victor Weisskopf. Trợ lý của Born tại Viện vật lý lý thuyết ở Đại học Göttingen bao gồm Enrico Fermi, Werner Heisenberg, Gerhard Herzberg, Friedrich Hund, Pascual Jordan, Wolfgang Pauli, Léon Rosenfeld, Edward Teller và Eugene Wigner. Walter Heitler trở thành trợ lý của Born năm 1928 và dưới sự hướng dẫn của Born hoàn thành Habilitation năm 1929. Các sinh viên Ph.D. Delbrück, và 6 người trợ lý của ông (Fermi, Heisenberg, Goeppert-Mayer, Herzberg, Pauli, Wigner) lần lượt đều được giải Nobel.